# Xemeneia de la bòbila Almirall
La xemeneia de la bòbila Almirall és un edifici del municipi de Terrassa (Vallès Occidental), al barri de la Maurina, protegida com a bé cultural d'interès local.

## Descripció
És una xemeneia de forma troncocònica, que va minvant a mesura que puja, construïda amb maó vist, de 63,25 m d'alçada des de la base fins a la corona, amb un diàmetre inferior de 3,98 m i el superior de 2,19 m. Hi destaca l'escala helicoïdal de ferro que l'envolta, de 217 esglaons, que puja fins a la primera plataforma, mentre que a les altres dues de més amunt s'hi accedeix per una escala de ferro vertical. Està rematada amb una cúpula de forjat i un parallamps.

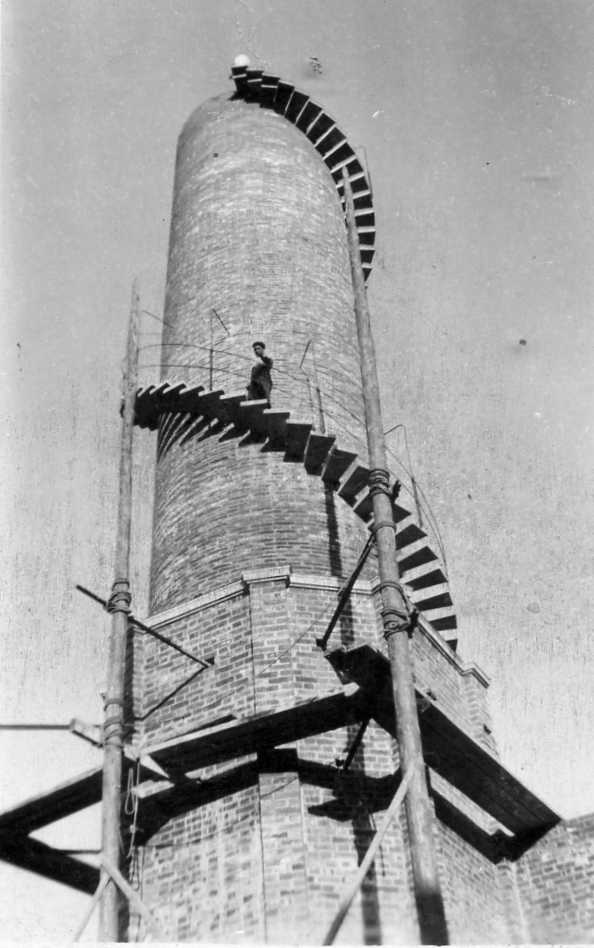
La xemeneia durant la construcció

## Història
Un dels símbols de la Terrassa industrial, quan es va construir, el 1956, era de les més altes mai aixecades, i era la sortida de fums dels forns de cocció de la bòbila de ca l'Almirall, fundada el 1910, i només en queda aquest testimoni. Obra del mestre d'obres Marià Masana Ribas, s'aixeca a la plaça de l'Assemblea de Catalunya, urbanitzada modernament a l'espai que ocupava l'antiga fàbrica.
Va ser reconeguda com a Rècord Guinness l'any 1991 pel fet que era la xemeneia amb escales de cargol més alta del món.